# 卡蒂哈尔
卡蒂哈尔（Katihar），是印度比哈尔邦Katihar县的一个城镇。总人口175169（2001年）。

## 人口
该地2001年总人口175169人，其中男性93567人，女性81602人；0—6岁人口27166人，其中男14088人，女13078人；识字率63.13%，其中男性为69.96%，女性为55.29%。